# Albert Serrán Polo
Albert Serrán Polo (Barcelona, 17 de juliol de 1984) és un futbolista català de la dècada de 2000.
Es formà al RCD Espanyol, arribant a debutar amb el primer equip. El 2008 fixà pel Swansea City AFC, juntament amb el seu company Jordi Gómez. Posteriorment fou jugador a l'Athletiki Larnaca.

## Palmarès
| Títol                | Club                 | Any       |
| -------------------- | -------------------- | --------- |
| Copa del Rei Juvenil | RCD Espanyol Juvenil | 2002-2003 |